# راينهارد كاب
راينهارد كاب (بالألمانية: Reinhard Kapp)‏ هو عالم موسيقى ألماني، ولد في 13 مايو 1947 في هوف في ألمانيا.